# Повернення з Відьминої гори
«Повернення з Відьминої гори» (англ. Return from Witch Mountain) — американський пригодницький фільм 1978 року.

## Сюжет
Дітлахи Тоні та Тіа повертаються з дядьком Беном з Відьминої гори в Лос-Анджелес. Тим часом черговий лиходій, доктор Геннон, шукає спосіб, як правити усім світом. Він винаходить прилад, що дозволяє контролювати розум людини. Коли доктор стає свідком, як Тоні, використовуючи свої надприродні здібності, рятує падаючу людини, він викрадає хлопчика. З його допомогою доктор Геннон має намір здобути світове панування. Тіа дізнається, що Тоні потрапив у біду і вирушає його рятувати.

## У ролях
| Актор              | Роль                 |
| ------------------ | -------------------- |
| Кім Річардс        | Тіа                  |
| Айк Айсенманн      | Тоні                 |
| Бетті Девіс        | Лета                 |
| Крістофер Лі       | доктор Віктор Геннон |
| Ентоні Джеймс      | Сайкл                |
| Крістіан Джаттнер  | Дезлер               |
| Бред Севадж        | Мускул               |
| Поіндекстер Йотерс | Крашер               |
| Джеффрі Жаке       | Роккі                |
| Джек Су            | містер Йокомото      |
| Річард Бакалян     | Едді                 |
| Ворд Костелло      | містер Клеркол       |
| Стю Гілліам        | Долан                |
| Вільям Бассетт     | Operations Officer   |
| Том Скотт          | Monitor              |
| Хелен Вінстон      | вдова                |
| Альберт Елбі       | інженер              |
| Денвер Пайл        | дядько Бене          |
| Брайан Парт        | громила 1            |
| П'єр Деніел        | громила 2            |